# إليزابيث كارتر
إليزابيث كارتر (بالإنجليزية: Elizabeth Carter) (16 ديسمبر 1717 في المملكة المتحدة - 19 فبراير 1806، لندن في المملكة المتحدة)؛ موسوعية، كاتِبة، مترجمة وشاعرة بريطانية.

## النشأة والتعليم
ولدت إليزابيث كارتر في ديل، كينت، في 16 ديسمبر عام 1717، وكانت الابنة الأكبر للقس نيكولاس كارتر، راعي الأبرشية الدائم لديل، وزوجته الأولى، مارغريت (توفيت بنحو عام عام 1728)، التي كانت الابنة الوحيدة ووريثة جون سواين من بير ريجيس، دورست. ماتت عندما كانت إليزابيث تبلغ العاشرة من عمرها. لا يزال منزل عائلتها المبني من الطوب الأحمر قائمًا عند تقاطع ساوث ستريت وميدل ستريت، بالقرب من الواجهة البحرية.
تعهّد نيكولاس كارتر بنفسه بتعليم أطفاله اللغات اللاتينية واليونانية. كانت ابنته الكبرى بطيئة جدًا في فهم دروسها لدرجة أنه كاد أن ييأس من جعلها عالمة، وكان سيتخلى عنها لولا مثابرتها الحازمة عندما كانت طفلة، حيث كافحت باستمرار ضد جميع العقبات. منذ سن مبكرة، كان طموحها أن تكون جيدة ومتعلمة، وواصلت بثبات لتحقيق هذا الهدف في حياتها. لم تستفد أبدًا من فهمها القواعد كنظرية بدائية، لكنها اكتسبت إتقانًا كبيرًا في اللغتين اليونانية واللاتينية – اتقنت بشكل خاص اللغة اليونانية – استخلصت المبادئ من الأدب. كما علمها والدها اللغة العبرية. لمساعدتها في تعلم اللغة الفرنسية، أرسلها والدها للمكوث لمدة عام مع عائلة إم لي سور، وزيرة اللاجئين في كانتربيري، حيث تعلمت فهمها والتحدث بها بطلاقة. فيما بعد تعلمت بمفردها اللغات الإيطالية، والإسبانية، والألمانية، والبرتغالية، وفي وقت متأخر جدًا من حياتها، تعلمت ما يكفي من اللغة العربية لقراءتها بدون قاموس.
نظرًا لتصميمها على البقاء مستيقظة لأطول فترة ممكنة لمتابعة دراستها، لجأت إلى استخدام السعوط، ولم تكسر هذه العادة. تسبب التطبيق المفرط لدراساتها وقلة النوم في صداع شديد بقيت تتعرض له طوال حياتها. جاء ذوقها للأدب بسبب قراءة أفضل النماذج المتاحة، وأما أسلوبها وعاداتها الراقية بسبب اختلاطها المبكر بالمجتمع الراقي.
درست بعناية علم الفلك وجغرافيا التاريخ القديم. تعلمت العزف على البيانو والناي الألماني وكانت مولعة بالرقص في شبابها. كانت ترسم بشكل جيد، وكانت على دراية بالاقتصاد المنزلي، وأحبت البستنة وزراعة الزهور، وشغلت أوقات فراغها أو ساعاتها الاجتماعية بالتطريز. على أمل مواجهة الآثار السيئة للدراسة لوقت طويل، اعتادت أن تمشي لمسافات طويلة كما حضرت الحفلات الاجتماعية.

### صداقاتها
كانت إليزابيث روبنسون، المولودة عام 1720، الابنة الكبرى لماثيو روبنسون، بارون روكبي الثاني، الذي تزوج وريثة آل دراكيس من هورتون، بالقرب من هيثي. أمضت وقت طويل من طفولتها هناك، انجذبت في وقت مبكر إلى تعاطف المشاعر وتشابه المساعي مع جارتها المعاصرة، إليزابيث كارتر. تشكلت صداقة مقربة استمرت حتى نهاية حياتهم الطويلة. في عام 1742، تزوجت روبنسون من إدوارد مونتاغو، حفيد إيرل ساندويتش الثاني. بعد ذلك زارتها كارتر في كثير من الأحيان في منزلها الريفي في ساندلفورد ومنزلها في لندن.
في عام 1741 تعرفت على كاثرين تالبوت وأصبحتا صديقتين مقربتين. من خلال تالبوت ووالدتها، تواصلت مع توماس سيكر، الذي أقاموا معه. أصبح سيكر أسقف أكسفورد وفيما بعد رئيس أساقفة كانتربيري عام 1758.

## مسيرتها المهنية
كانت المحاولات الأولى لكارتر للتأليف الأدبي في الشعر. كان والدها صديقًا للناشر إدوارد كيف، نشرت في العدد الرابع من مجلة السيد عدة مؤلفات تحت الاسم المستعار إليزا، عندما كان عمرها 16 عامًا فقط. عندما كانت تزور لندن من حين لآخر مع والدها، عرفها الناشر كيف على العديد من الأدباء، من بينهم الدكتور جونسون، بعد فترة وجيزة من استقراره الأول هناك في عام 1737. في عام 1738، نشرت مجموعة مجهولة من قصائدها، بما في ذلك تلك التي نُشرت سابقًا في مجلة السيد. في نفس العام، أجرى والدها محادثات مع كارتر حول الزواج، ومرة أخرى بعد بضع سنوات، لكنها بقيت عازبة لرغبتها في البقاء مستقلة. أُشير إليها بلقب السيدة على غرار جيل سابق. ترجمة كارتر إلى اللغة الإنجليزية عمل دي كروساز دراسة السيد بوب «مقال عن الإنسان»، مجلدان، 1739، وعمل ألغاروتي النيوتينية النسائية.
في وقت مبكر من عام 1749، بدأت بترجمة جميع أعمال أبكتاتوس، والتي ما تزال حتى الآن موجودة، وقدمتها ورقة ورقة ليراجعها سيكر. أنهت الخطابات في ديسمبر عام 1752، ولكن بناءً على اقتراحه أضافت إنكيريديون ومقترحات، مع مقدمة وملاحظات. سمحت اشتراكات الصحف التي حصل عليها هو مع أصدقائها الأثرياء والمؤثرين الآخرين بنشر العمل في عام 1758. ضُمن لها منصبًا في مجمع البانثيون في القرن الثامن عشر للكاتبات النساء لترجمتها لأبكتاتوس، وهي الترجمة الإنجليزية الأولى للأعمال المعروفة للفيلسوف اليوناني الرواقي، والتي جلبت لها ربحًا واضحًا قدره 1000 جنيه إسترليني. مرت الترجمة بثلاث طبعات واحتفظت بسمعة طيبة في الأدب القياسي. بينما كانت منشغلة بتحضير الطبعة الأولى للصحافة، كانت تجهز أيضًا شقيقها الأصغر لجامعة كامبريدج.
صادقت كارتر صمويل جونسون، وحررت بعض القضايا لمجلة رامبلر في سبعينيات القرن الثامن عشر فكتب لها: «صديقتي القديمة السيدة كارتر يمكن أن تصنع الحلوى وتترجم أعمال أبكتاتوس من اليونانية....» 

## روابط خارجية
- إليزابيث كارتر على موقع الموسوعة البريطانية (الإنجليزية)